# Parascyllium
Parascyllium – rodzaj morskich ryb chrzęstnoszkieletowych z rodziny Parascylliidae.

## Występowanie
Wody u południowych wybrzeży Australii.

## Morfologia
Długość ciała 91 cm.

## Systematyka
Rodzaj zdefiniował w 1862 roku amerykański zoolog Theodore Nicholas Gill na łamach Annals of the Lyceum of Natural History of New York. Na gatunek typowy Gill wyznaczył (oryginalne oznaczenie) P. variolatum.

### Etymologia
- Parascyllium: gr. παρα para ‘blisko, obok’[5]; rodzaj Scyllium Cuvier, 1816.
- Neoparascyllium: gr. νεος neos ‘nowy’[6]; rodzaj Parascyllium Gill, 1862. Typ nomenklatoryczny: Parascyllium multimaculatum Scott, 1935 (= Parascyllium ferrugineum McCulloch, 1911).

### Klasyfikacja
Gatunki zaliczane do tego rodzaju:
- Parascyllium collare Ramsay & Ogilby, 1888
- Parascyllium elongatum Last & Stevens, 2008
- Parascyllium ferrugineum McCulloch, 1911
- Parascyllium sparsimaculatum Goto & Last, 2002
- Parascyllium variolatum (Duméril, 1853)